# خوان مونيز
خوان مونيز (بالإسبانية: Juan Muñiz) هو لاعب كرة قدم إسباني في مركز نصف الجناح، ولد في 14 مارس 1992 في خيخون في إسبانيا. شارك مع منتخب إسبانيا تحت 17 سنة لكرة القدم ومنتخب إسبانيا تحت 19 سنة لكرة القدم. أما مع النوادي، فقد لعب مع خيمناستيك طركونة وريال سبورتينغ خيخون وسبورتينغ خيخون ب ونادي ميرانديس.

## وصلات خارجية
- خوان مونيز على موقع قاعدة بيانات كرة القدم.إي يو (الإنجليزية)
- خوان مونيز على موقع Soccerbase.com (لاعب) (الإنجليزية)
- خوان مونيز على موقع Soccerway.com (الإنجليزية)
- خوان مونيز على موقع AS.com (الإسبانية)